# Wasserfallenbahn
Die Wasserfallenbahn, auch Luftseilbahn Reigoldswil-Wasserfallen, ist eine Gondelbahn im Baselbieter Kettenjura. Es handelte sich bis zur Eröffnung der Gondelbahn auf den Weissenstein (Jura) am 19. Dezember 2014 um die einzige Gondelbahn in der Nordwestschweiz. Sie führt von der Talstation in Reigoldswil zur Bergstation, welche in der Flur Wasserfallen im Passwanggebiet liegt.
Die Gondelbahn ist nicht zu verwechseln mit dem gleichnamigen Eisenbahnprojekt von 1874/75, das unter der Wasserfallen hindurch führen sollte.

## Historische Wasserfallenbahn (1955–2006)

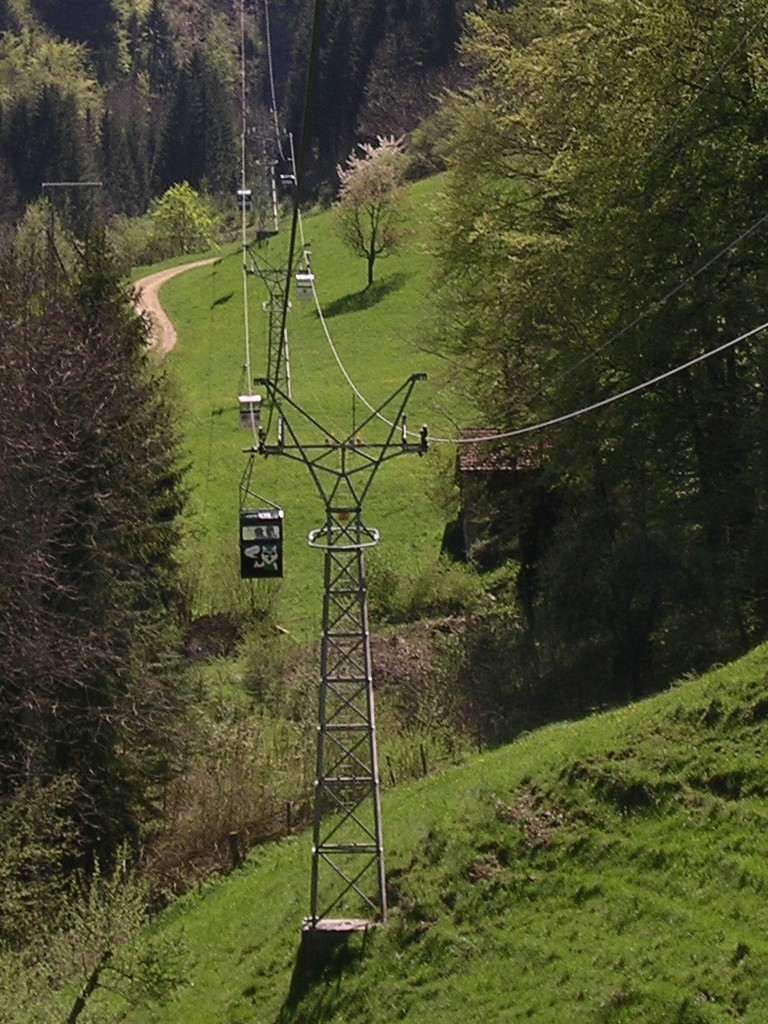
Wasserfallenbahn von 1956

In Reigoldswil befanden sich Mitte des 20. Jahrhunderts im Gebiet Hofstetten von Reigoldswil die Überreste des Eisenbahnbaus von 1874/75, unter anderem ein 60 m langer Vorstollen sowie eine grosse, flache Aufschüttung des projektierten Bahnhofgeländes. Diese grosse Ebene kurz vor dem Aufstieg des Tals der Hinteren Frenke auf die Wasserfallen bot optimale Voraussetzungen für den Bau der Talstation einer Gondelbahn mitsamt einem Parkplatz. 
Ein erstes Gondelbahn-Projekt scheiterte 1931 in der Planungsphase. Am 12. Mai 1953 wurde seitens der Autobus AG Liestal (AAGL) ein erneutes Konzessionsgesuch eingereicht. Die Bahn wurde schliesslich 1955 AAGL erbaut und am 2. März 1956 eröffnet.
Für den Bau beauftragte man die Firma Gerhard Müller Dietlikon. Ebenfalls 1956 wurde der Skilift Vogelberg gebaut, 1969 dann der Skilift Chellenchöpfli. Beide Anlagen wurden jedoch wegen Schneemangels in den frühen 1990er-Jahren abgebrochen. 
1994 übertrug die AAGL die sanierungsbedürftige Seilbahn per Schenkung an eine selbständige Stiftung Luftseilbahn Reigoldswil-Wasserfallen. Im Folgejahr lief die Betriebsgenehmigung aus, und die Aufsichtsbehörde machte die Genehmigung für den Weiterbetrieb von einer Komplettsanierung abhängig. Diese Sanierung hätte jedoch die finanziellen Möglichkeiten der Gesellschaft so weit überstiegen, dass die Bahn hätte stillgelegt werden müssen. Letztendlich wurde ein Kompromiss ausgehandelt, der deutlich weniger Massnahmen und Auflagen für den Weiterbetrieb forderte. Die Bahn konnte somit weiterhin betrieben werden.
Auf Dauer war die Bahn jedoch zu veraltet und in einem zu maroden Zustand, weshalb man 2006 die Bahn abriss und durch eine neue an der gleichen Stelle ersetzte. Die historische Wasserfallenbahn war somit wenig mehr als 50 Jahre im Betrieb.
Die historische Wasserfallenbahn wies eine Länge von 1933 Metern auf und bewältigte zwischen der Talstation auf einer Höhe von 544 Metern über dem Meeresspiegel und der Bergstation auf einer Höhe von 928 Metern über dem Meeresspiegel insgesamt 384 Höhenmeter. Für die Strecke wurden insgesamt zwölf Stützen benötigt. Die maximale Steigung lag bei 61,6 Prozent.
Für den Betrieb gab es insgesamt 36 Kabinen mit einer Kapazität von jeweils vier Passagieren. Das Leergewicht jeder einzelnen Kabine betrug 180 Kilogramm. Die Gondeln erreichten eine Geschwindigkeit von 2,3 Metern pro Sekunde, was ungefähr 8,3 km/h entspricht. Die Fahrzeit je Richtung lag bei 15 Minuten, die Kapazität der gesamten Seilbahn bei 320 Passagieren je Stunde und Richtung.

## Neubau der Wasserfallenbahn (2006 bis heute)

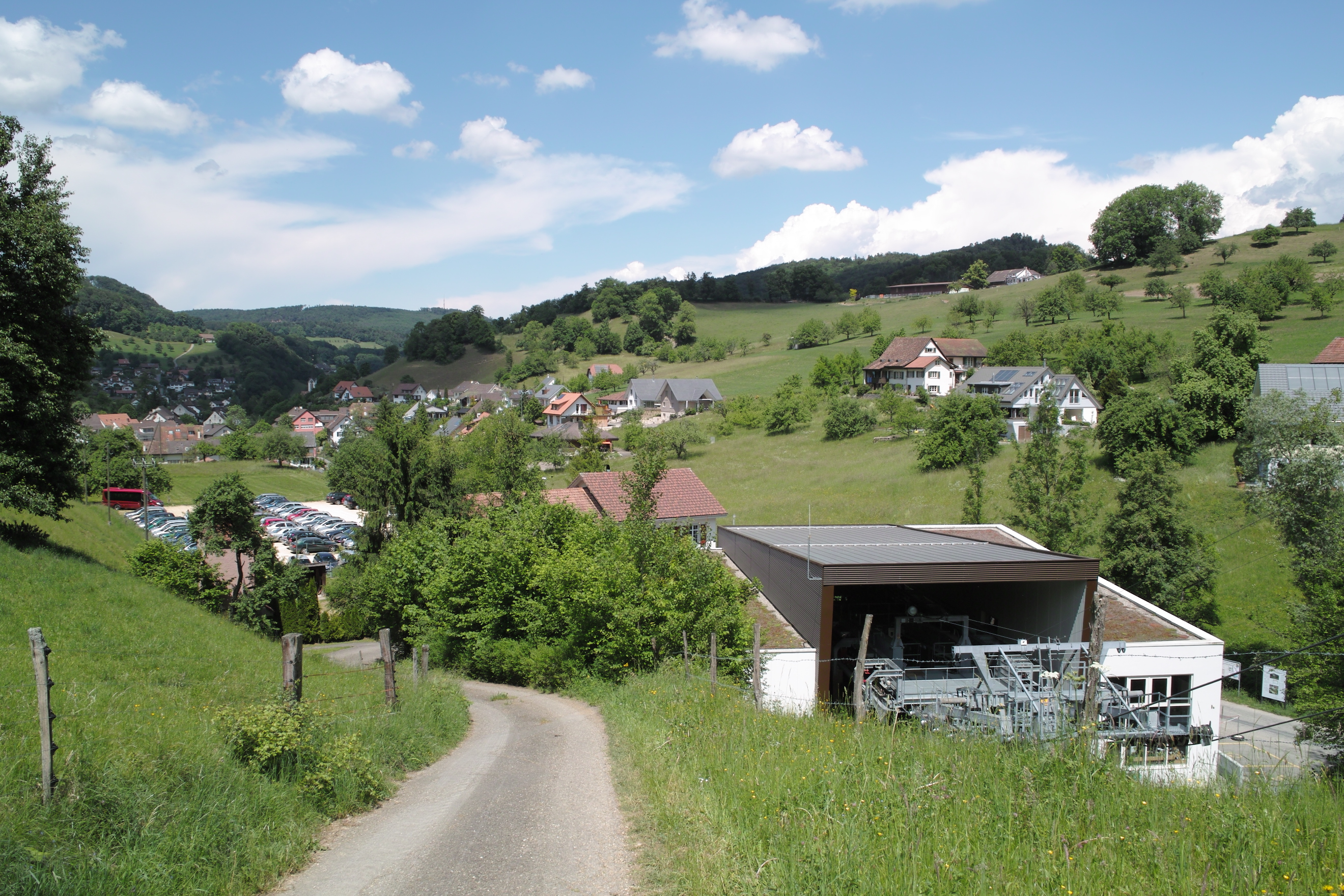
Talstation der neuen Wasserfallenbahn

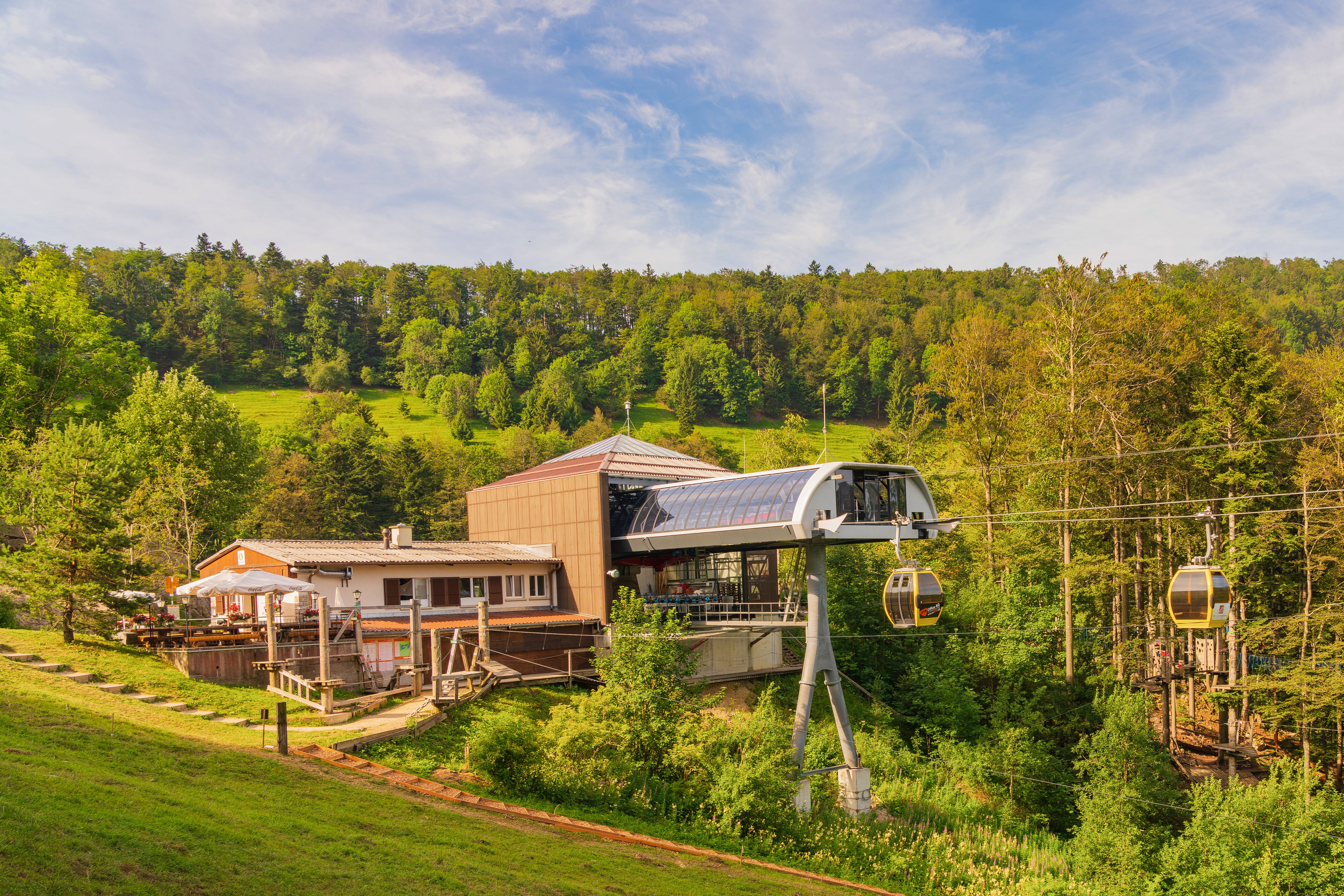
Bergstation der neuen Wasserfallenbahn

Die alte Bahn genügte zunehmend den Sicherheitsbestimmungen nicht mehr. Deshalb wurde beschlossen, die Bahn abzureissen und neu zu bauen. Der Neubau wurde vom Schweizerischen Alpen-Club mitfinanziert, da dessen Waldweidhütte ihren Umsatz weitgehend der Luftseilbahn verdankt. Nach einem Spendenmarathon im Herbst / Winter 2005 konnte genügend Geld für einen Neubau gesammelt werden. Infolge des Widerstandes von Naturschutzkreisen und mangels Geld scheiterte eine geplante Verlängerung auf den Vogelberg, so dass die Berg- und Talstation am gleichen Ort neu gebaut wurden. 
Die Bahn wurde nach Ostern 2006 abgerissen und vom Mai bis September 2006 neu erstellt. Die AAGL stellte während der Bauzeit einen Bahnersatz. Dazu wurde ein älterer Wagen eingesetzt, der auch nicht asphaltierte Strassenabschnitte befahren konnte. 
Die Seilbahnstrecke ist 1941 Meter lang und überwindet dabei einen Höhenunterschied von 384 Metern, wobei die Talstation 541 Meter über dem Meeresspiegel gelegen ist und die Bergstation 925 Meter über dem Meeresspiegel. Für die Strecke wurden insgesamt elf Stützen aufgestellt, die bis zu 22 Meter hoch sind. Die Standorte von Berg- und Talstation sind mit der Bahn von 1956 identisch.
Für den Betrieb sind insgesamt 26 Kabinen im Einsatz, die jeweils über eine Kapazität von sechs Sitzplätzen oder eine Tragkraft von 480 Kilogramm verfügen. Die Gondeln, die eine Geschwindigkeit von bis zu 5 m/s = 18 km/h erreichen, brauchen für eine Richtung jeweils eine Fahrzeit von acht Minuten. Somit kann die neu gebaute Wasserfallenbahn ungefähr 650 Personen pro Stunde und Richtung befördern.

## Zukunft
Bereits vor dem Neubau stand eine Verlängerung zur Debatte. Gemäss Johannes Sutter, dem damaligen Delegierten der Stiftung Luftseilbahn Reigoldswil-Wasserfallen (LRW) scheiterte die Verlängerung aufgrund vom fehlenden Einverständnis der Grundeigentümerin, dem Widerstand von Umweltverbänden sowie fehlenden finanziellen Mitteln.
Die heutige Bergstation wurde baulich bereits so gestaltet, dass sie zur Zwischenstation einer Zweisektionen-Gondelbahn umgebaut werden könnte.